# معرض لانكاوي الدولي للملاحة والفضاء
معرض لانكاوي الدولي للملاحة والفضاء، (Langkawi International Maritime and Aerospace Exhibition)، (LIMA). هو معرض بحري وفضائي يعقد مرة كل سنتين في لانكاوي ، ماليزيا. حدث آخر مرة في عام 2017.
الحدث هو واحد من أكبر المعارض البحرية والطيران في منطقة آسيا والمحيط الهادئ ، ويركز أساسا على صناعة الدفاع ، ولكن أيضا يدعم الصناعات المدنية. في عام 2013 ، سجلت ليما نموًا إجماليًا بنسبة 10٪ ، مع 433 عارضًا من 31 دولة ، و 333 بعثة دفاع من 38 دولة ، و 632 موظفًا إعلاميًا من 127 وكالة، و 68 سفينة ، و 78 طائرة في المعرض. كما شهد الحدث الذي استمر لخمسة أيام 38،421 زائراً تجارياً من كل من قطاعي الدفاع والتجارة من جميع أنحاء العالم، بالإضافة إلى 135،691 زائر عام.